# Odontocepheus rumbleseatus
Odontocepheus rumbleseatus är en kvalsterart som beskrevs av Robert Gatlin Reeves 1995. Odontocepheus rumbleseatus ingår i släktet Odontocepheus och familjen Carabodidae. Inga underarter finns listade i Catalogue of Life.